# Rocío Gómez
Rocío Gómez est une joueuse de volley-ball espagnole, née le 30 décembre 1987 à Andújar (Province de Jaén). Elle mesure 1,88 m et joue au poste de réceptionneuse-attaquante. 

## Clubs
| Club                     | De        | À         |
| ------------------------ | --------- | --------- |
| Club Voleibol Sanse      | 2007-2008 | 2008-2009 |
| Club Voleibol Murillo    | 2009-2010 | 2011-2012 |
| Oxyjeunes Farciennes     | 2012-2013 | 2013-2014 |
| Club Voleibol Ciutadella | 2014-2015 | 2014-2015 |
| Club Voleibol Haro       | 2015-2016 | 2015-2016 |
| Oxyjeunes Farciennes     | 2016-2017 | 2017-2018 |
| CVB Barça                | 2018-2019 | 2018-2019 |
| CV Kiele Socuéllamos     | 2019-2020 | 2019-2020 |
| Club Voleibol Haro       | 2020-2021 | …         |

## Palmarès
- Championnat d'Espagne
  - Finaliste : 2019.
- Copa de la Reina
  - Finaliste : 2008, 2012.
- Supercoupe d'Espagne
  - Finaliste : 2014.